# Mustametsa (Peipsiääre)
Mustametsa is een plaats in de Estlandse gemeente Peipsiääre, provincie Tartumaa. De plaats heeft de status van dorp (Estisch: küla) en telt 67 inwoners (2021).
Tot in oktober 2017 hoorde Mustametsa bij de gemeente Vara. In die maand werd Vara bij de gemeente Peipsiääre gevoegd.
Het dorp ligt tegen de grens tussen de gemeenten Peipsiääre en Tartu vald aan. Het noordelijk deel van het dorp ligt in het natuurpark Kääpa maastikukaitseala (2,56 km²).

## Geschiedenis
Mustametsa werd voor het eerst genoemd In 1872 als Forstei Mustamets, ‘houtvesterij Mustamets’. De naam betekent ‘zwart bos’. De houtvesterij lag op het landgoed van Ellistfer (Elistvere). Pas in 1970 werd Mustametsa genoemd als dorp. In 1977 werden de buurdorpen Tootsi en Kaiavere bij Mustametsa gevoegd.